# Roberta Angelilliová
Roberta Angelilliová (* 1. února 1965, Řím) je italská politička a  bývalá poslankyně Evropského parlamentu zvolená v roce 2004 a 2009 za stranu Alleanza Nazionale (AN), která je součástí Unie pro Evropu národů.
V Evropském parlamentu působila ve Výboru pro občanské svobody, spravedlnost a vnitřní věci. Byla náhradnicí Podvýboru pro lidská práva, Výboru pro zahraniční věci, Výboru pro práva žen a rovnost pohlaví a Výboru pro zaměstnanost a sociální věci.

## Vzdělání
- 1993: vystudovala politické vědy

## Kariéra
- 1993–1996: Generální tajemnice Mladé fronty
- 1996–1997: Předsedkyně Mladé akce
- od 1985: Ředitelka kanceláře AN Mladých podnikatelů
- od 1998: Odpovědný za politiku společenství za římskou sekci v AN
- 1985–1992: Ředitelka environmentální asociace "Fare Verde"
- Zakladatelka mezinárodní dobrovolnické pracovní organizace "Movimento Comunità"
- 1994–2014: Poslankyně Evropského parlamentu